# Talin (město)
Talin (arménsky Թալին) je město v Arménii. K roku 2012 v něm žilo bezmála šest tisíc obyvatel.

## Poloha
Talin leží v západní části provincie Aragacotn v nadmořské výšce 1614 m na západní straně Aragacu. Od Jerevanu, hlavního města Arménie, je vzdálen přes šedesát kilometrů severozápadně. 

## Dějiny
Osídlení oblasti je doloženo už v mladší době kamenné.
Ve druhém století přes naším letopočtem je město poprvé písemně zmíněno řeckým geografem Klaudiem Ptolemaiem pod jménem Talina.